# Bahnhof Hamburg Sternschanze
Der Bahnhof Hamburg Sternschanze ist Teil der Hamburg-Altonaer Verbindungsbahn. Er wurde 1903 zwischen den Bahnhöfen Holstenstraße und Dammtor errichtet. Benannt wurde er seinerzeit nach dem ehemals dort befindlichen, vorgeschobenen Verteidigungswerk der Hamburger Wallanlagen, der Sternschanze, deren Name auch der 2008 per Verwaltungsakt neu geschaffene und den Bahnhof einschließende Stadtteil Sternschanze erhielt.
Ursprünglich für den Personenverkehr einschließlich Fernzügen und für den Güterverkehr eingerichtet, wird oberirdisch seit Wegfall der Autozugverladung 1996 ausschließlich der S-Bahnsteig von der S-Bahn Hamburg genutzt. Vom östlichen Bahnsteigende besteht ein Übergang über Treppen und einen Verbindungsgang zur hier quer kreuzenden und im Tunnel verlaufenden Strecke der U-Bahn-Linie U3 mit der gleichnamigen Haltestelle Sternschanze.

## Erster Bahnhof von 1866

Alter Bahnhof, gleisseitig um 1900

Das Gebäude des ursprünglichen Bahnhofes Sternschanze der Hamburg-Altonaer Verbindungsbahn von 1866 ist noch erhalten. Es steht etwa 400 Meter östlich des heutigen Empfangsgebäudes, direkt nördlich der S-Bahn-Gleise an der Straße Sternschanze 1, etwa gegenüber des inzwischen abgerissenen Reiterstellwerks Stz beim früheren Güterbahnhof. Der alte Bahnhof war mit üblichen Warte- und Gepäckräumen und Fahrkartenausgabe, einem Bahnsteig am Haus und einem Mittelbahnsteig ausgestattet. Nach der Fertigstellung des neuen Personenbahnhofs 1903 wurde das im spätklassizistischen Stil zwischen 1864 und 1866 errichtete Bahnhofsgebäude zu Verwaltungs- und Wohnzwecken genutzt und steht seit 1989 unter Denkmalschutz.

## Güterbahnhof

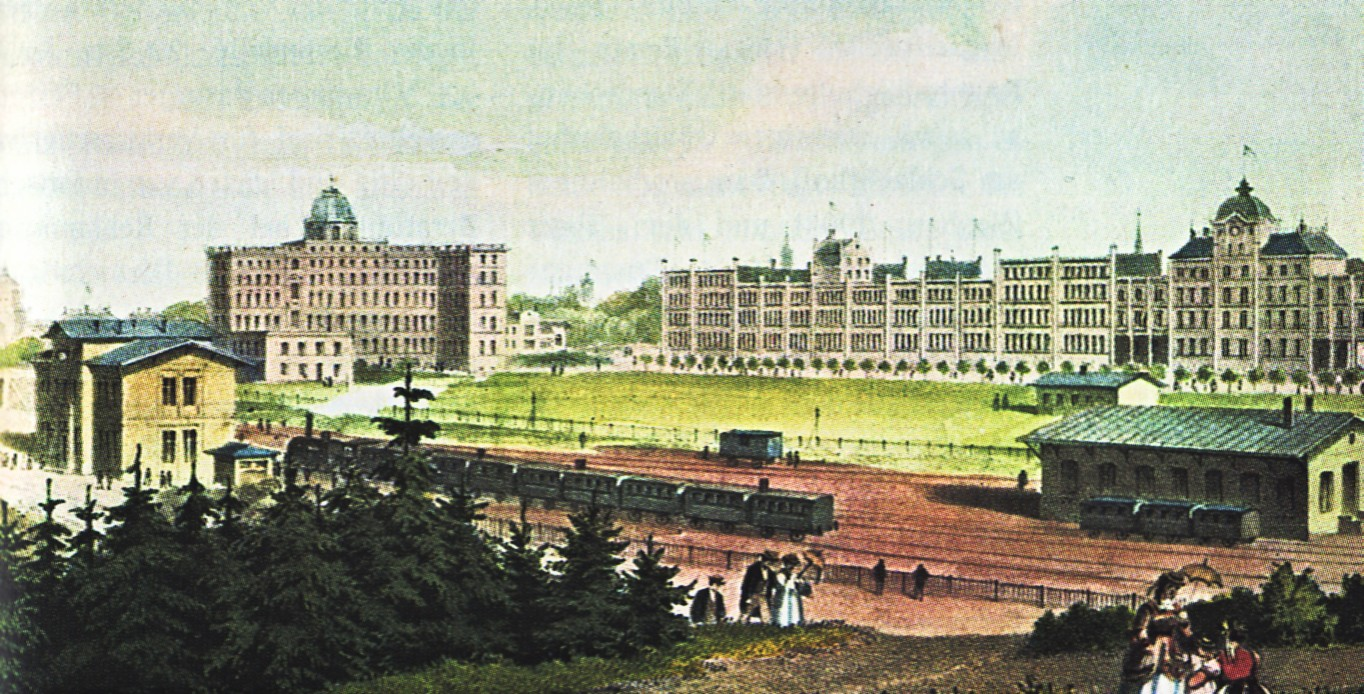
Die Zollvereinsniederlage auf einer Lithografie von Wilhelm Heuer, links davor der erste Bahnhof Sternschanze

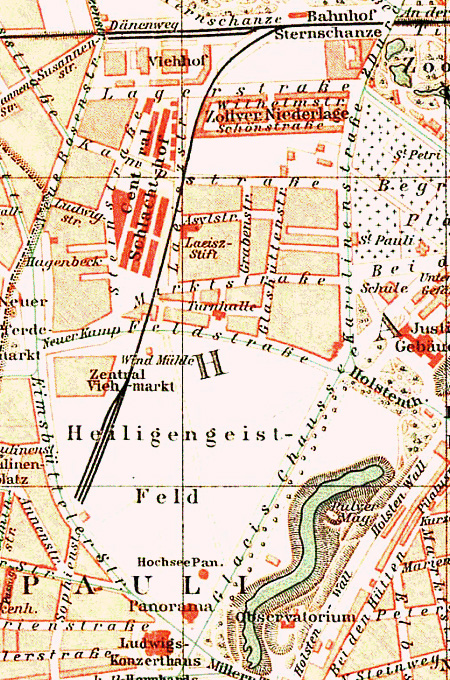
Anschlussgleis vom Bf. Sternschanze zum Güterbahnhof Budapester Straße bzw. der vormaligen „Eimsbütteler Straße“ (1890)

Neben dem Personenbahnhof gab es früher auf dem südlich gelegenen Gebiet Güterverkehrsgleise, die heute abgebaut sind. Sie dienten u. a. dem Anschluss des Schlachthofes sowie der Zollvereinsniederlage, eines großen Lagerhauskomplexes, der als Außenstelle für den Hamburger Freihafen diente. Ein Anschlussgleis führte zudem über das Schlachthofgelände zum Kraftwerk Karoline und zum Güterbahnhof Budapester Straße am Rand des Heiligengeistfeldes, der u. a. den Schaustellern des Hamburger Doms als Verladestelle diente.
Ein weiteres Gleis führte ab den 1970er Jahren vom Bahnhof Sternschanze unter der Rentzelstraßenbrücke hindurch zu einem Bahnsteig im Bereich der Tiergartenstraße. Hier hielten u. a. Ausstellungszüge (CCH), außerdem diente dieses Gleis als Ausziehgleis für den Rangierverkehr des Autoverladebahnhofs, der während des 1979 erfolgten Neubaues des Bahnhofs Hamburg-Altona hier eingerichtet wurde.
Die aufgefächerten Gleise des Güterbahnhofs, südlich der Verbindungsbahn in Höhe des Ostzugangs zum S-Bahnsteig und dem U-Bahn-Eingang, dienten 1988 als Freigelände und Ausstellungsfläche der Internationalen Verkehrsausstellung IVA 88.

## Bahnhof von 1903

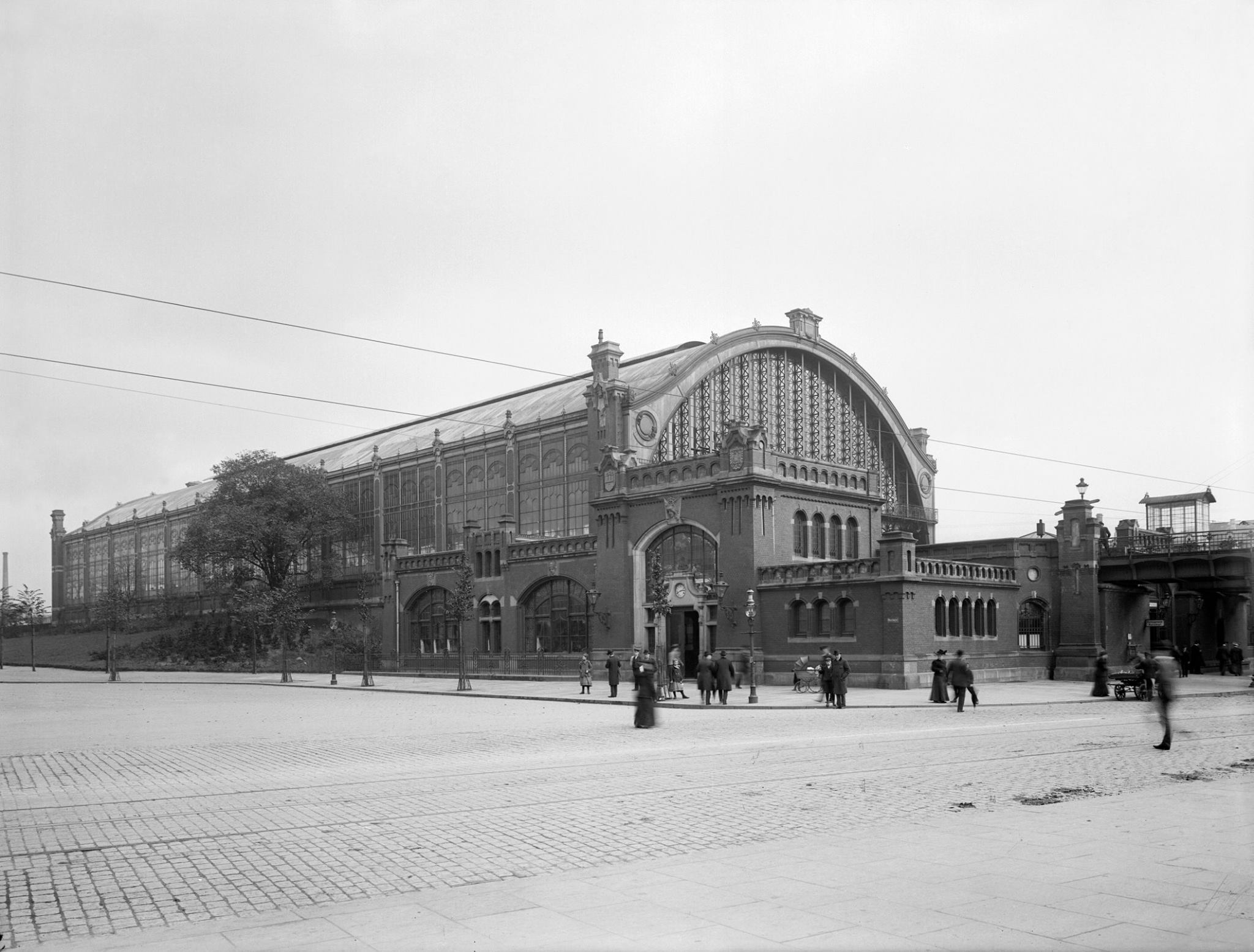
Bahnhof Sternschanze mit Bahnsteighalle und Empfangsgebäude (1903) – Abriss 1975

Zugang zum U-Bahnhof Sternschanze, 1911

Im Zusammenhang mit der Neu-Trassierung der Hamburg-Altonaer Verbindungsbahn wurde eine unmittelbare Verbindung des für 1912 geplanten U-Bahnhofs an der Sternschanze mit dem Bahnhof der Verbindungsbahn geplant.
Für dieses Vorhaben wurde der Bahnhof Sternschanze der Verbindungsbahn 400 Meter weiter westlich auf einem neuen Bahndamm angelegt, wobei bereits bei dessen Bau 1901 „[…] der heutige U-Bahntunnel mit erstellt wurde“.
Der neue Bahnhof wurde im Rahmen der Neuordnung der Hamburger Bahnanlagen Anfang des 20. Jahrhunderts auf einem erhöhten Damm errichtet und am 15. Mai 1903 eröffnet. Er hatte je zwei Gleise für die damalige Hamburg-Altonaer Stadt- und Vorortbahn (Nordhälfte) und für die Fernbahn (Südhälfte) mit jeweils dazwischenliegenden Mittelbahnsteigen, da nach dem Muster der Berliner Stadtbahn die Stationen Dammtor, Sternschanze und Holstenstraße ursprünglich auch Haltepunkte des Fernverkehrs waren. Eine gewölbte Stahlträgerhalle mit Glaseinsätzen ähnlich des Bahnhofs Hamburg Dammtor überspannte alle vier Gleise und die beiden Bahnsteige auf dem westlichen Teil. Die Gleise überqueren seit der Höherlegung westlich des Bahnsteigs die Schanzenstraße auf vier Brücken. Dort befindet sich auch der Haupteingang.
Der Vorentwurf für das Empfangsgebäude zur Schanzenstraße hin mit der Schalterhalle und dem Verbindungsgang innerhalb des Bahndamms stammte von Oberbaurat Caesar, dem Regierungsbaurat Schwartz und dem Eisenbahn-Bauinspektor Ernst Moeller bei der Königlichen Eisenbahndirektion Altona. Caesar und Schwartz hatten auch den Dammtorbahnhof entworfen. Die Baukosten für den Bahnhof Sternschanze lagen bei 237.000 Mark für das Empfangsgebäude, 248.000 Mark für Bahnsteige und Bahnsteighalle, 75.000 Mark für die Unterführung der Schanzenstraße, in Summe also 560.000 Mark (in heutigen Preisen sind das ungefähr 4.599.093 Euro).

## Zustand seit den 1970er Jahren

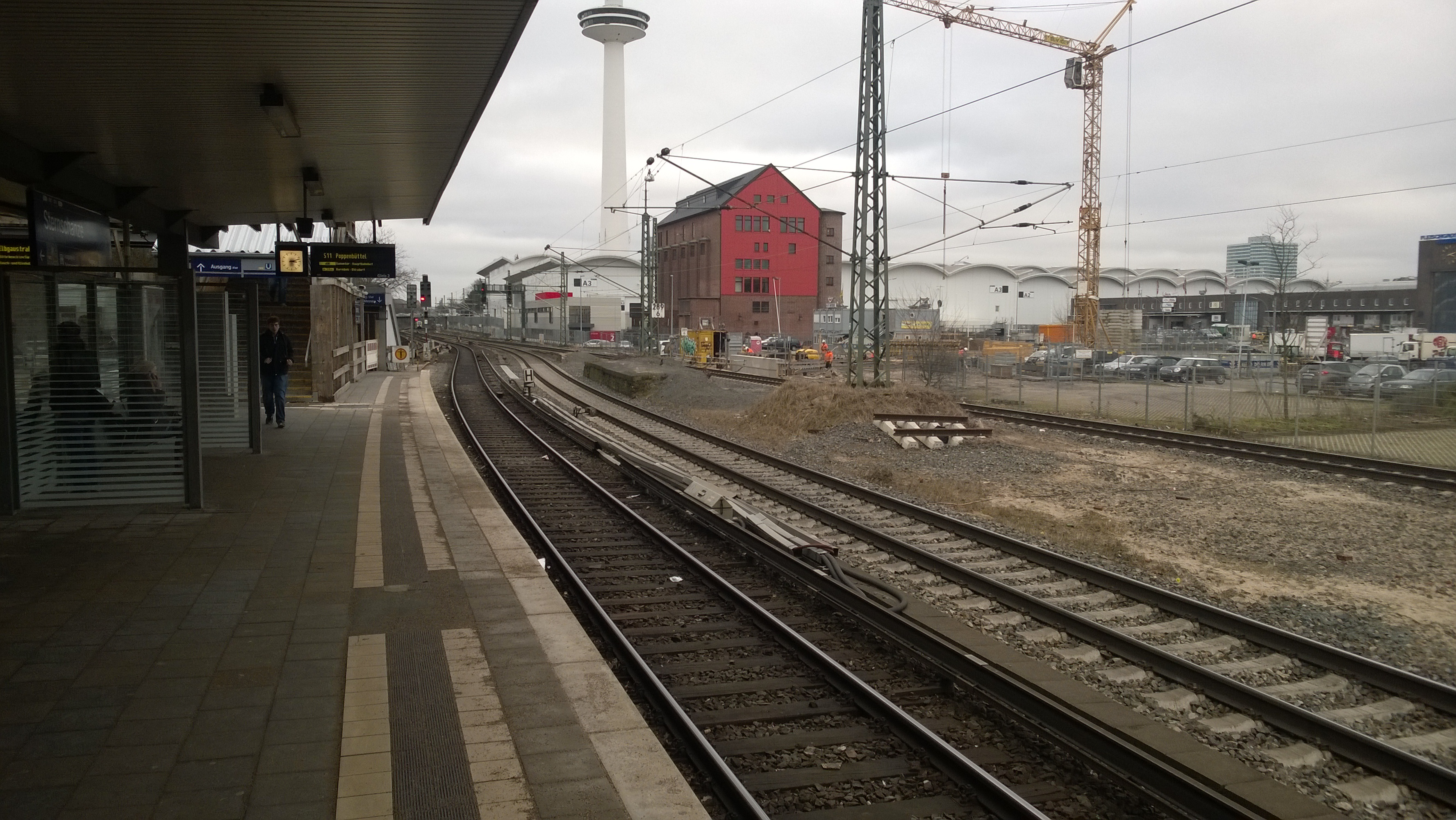
Die Lage des vormaligen Fernbahnsteiges ist noch an den Gleisverläufen und an baulichen Resten zu erkennen.

Das im Zweiten Weltkrieg erhalten gebliebene Hallendach wurde Anfang 1975 abgerissen. Die Deutsche Bundesbahn rechtfertigte den Schritt damals damit, dass der laufende Unterhalt eines einfachen Bahnsteigdachs wesentlich billiger sei, als der Unterhalt der Stahl/Glashalle von 1903. Außerdem sei der Erhalt eines „Jugendstilbahnhofs“ [Bahnhof Dammtor] völlig ausreichend. Auch der Fernbahnsteig wurde bis auf marginale Reste am östlichen Ende abgetragen. Der Bahnsteig der seit 1934 so bezeichneten S-Bahn wurde auf ganzer Länge durch ein neu angelegtes Flachdach überdeckt.
1988 wurde der Bahnhof, besonders das Empfangsgebäude, für die IVA 1988 renoviert. Der Bahnsteig erhielt in diesem Zug eine Fahrtreppe.

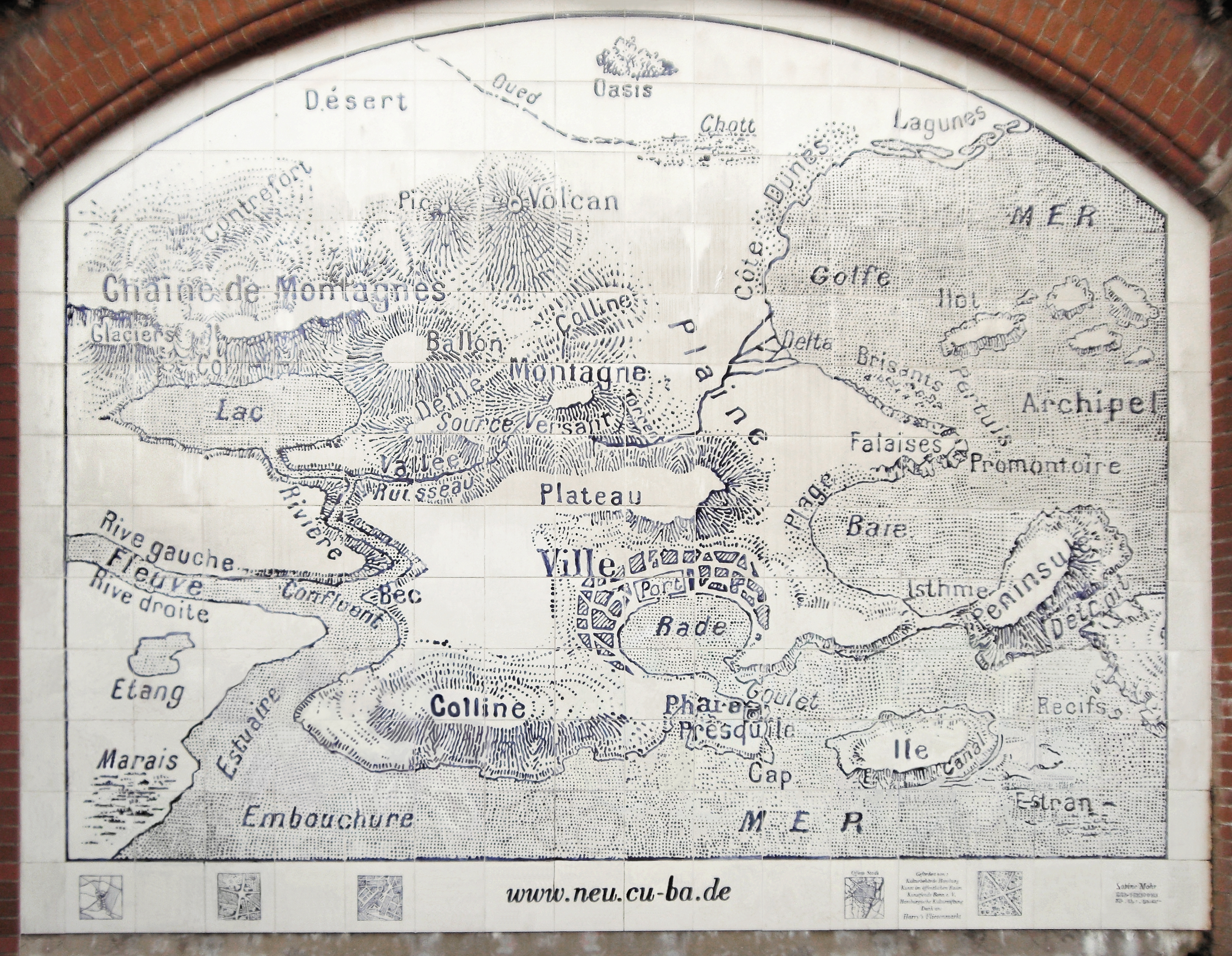
Fliesenmosaik im Mauerwerk des Bahnhofsgebäudes, Anfangszustand; später großflächig überklebt und übersprayt.

Dicht entlang des südlich gelegenen Fernbahngleises gegenüber dem S-Bahnsteig befindet sich seit 2008 der auf Stelzen errichtete, futuristische Bau der Außenstelle Hamburg-Schwerin des Eisenbahn-Bundesamtes.
2015 wurde am Ostende des Bahnhofs, mit Verlängerung des Verbindungsgangs zur U-Bahn-Haltestelle, unter dem Bahndamm hindurch ein zusätzlicher Ausgang zur Südseite hin geschaffen, um das im Jahr 2009 erweiterte und modernisierte Messegelände besser anzubinden. Die 60 Meter lange Unterführung kann auch von Fahrradfahrern genutzt werden. Die Kosten für das Projekt liegen bei 11,6 Millionen Euro.
Der Bahnhof ist nur noch Haltestelle des Nahverkehrs im Hamburger Verkehrsverbund und wird von den S-Bahn-Linien S2 und S5 bedient. S-Bahn-Züge können regulär in Sternschanze enden und wieder beginnen, dazu befindet sich westlich des Bahnsteigs ein als Stumpfgleis ausgeführtes Kehrgleis.
Am westlichen Ende des Bahnhofes wurde 2003 in der bogenförmigen Mauernische unterhalb der Brücke über die Schanzenstraße ein Fliesenmosaik mit einer phantasievoll gestalteten fiktiven Landkarte der Künstlerin Sabine Mohr eingefügt.
Im Jahr 2020 wurden beide Bahnsteigkanten, der Bahnsteigbelag sowie die Bahnsteigausstattung erneuert, zudem auch die Stützenfüße des Bahnsteigdaches erneuert.

## Sternschanze als Tarifpunkt
Seit 1967 hat kein Zug des Fernverkehrs mehr einen Verkehrshalt im Bahnhof Sternschanze. Dennoch ist Sternschanze durch die Tarifliche Gleichstellung Grundlage für die Berechnung der Tarifentfernungen zwischen Hamburg und den anderen deutschen Bahnhöfen im Fernverkehr. Fahrscheine berechtigen zur Fahrt von oder nach allen Bahnhöfen zwischen Hamburg Hauptbahnhof und Hamburg-Altona, inklusive der City-S-Bahn, obwohl deren Weg über Jungfernstieg, Landungsbrücken und Reeperbahn verläuft und den Bahnhof Sternschanze nicht berührt.

## U-Bahn-Station der Hochbahn

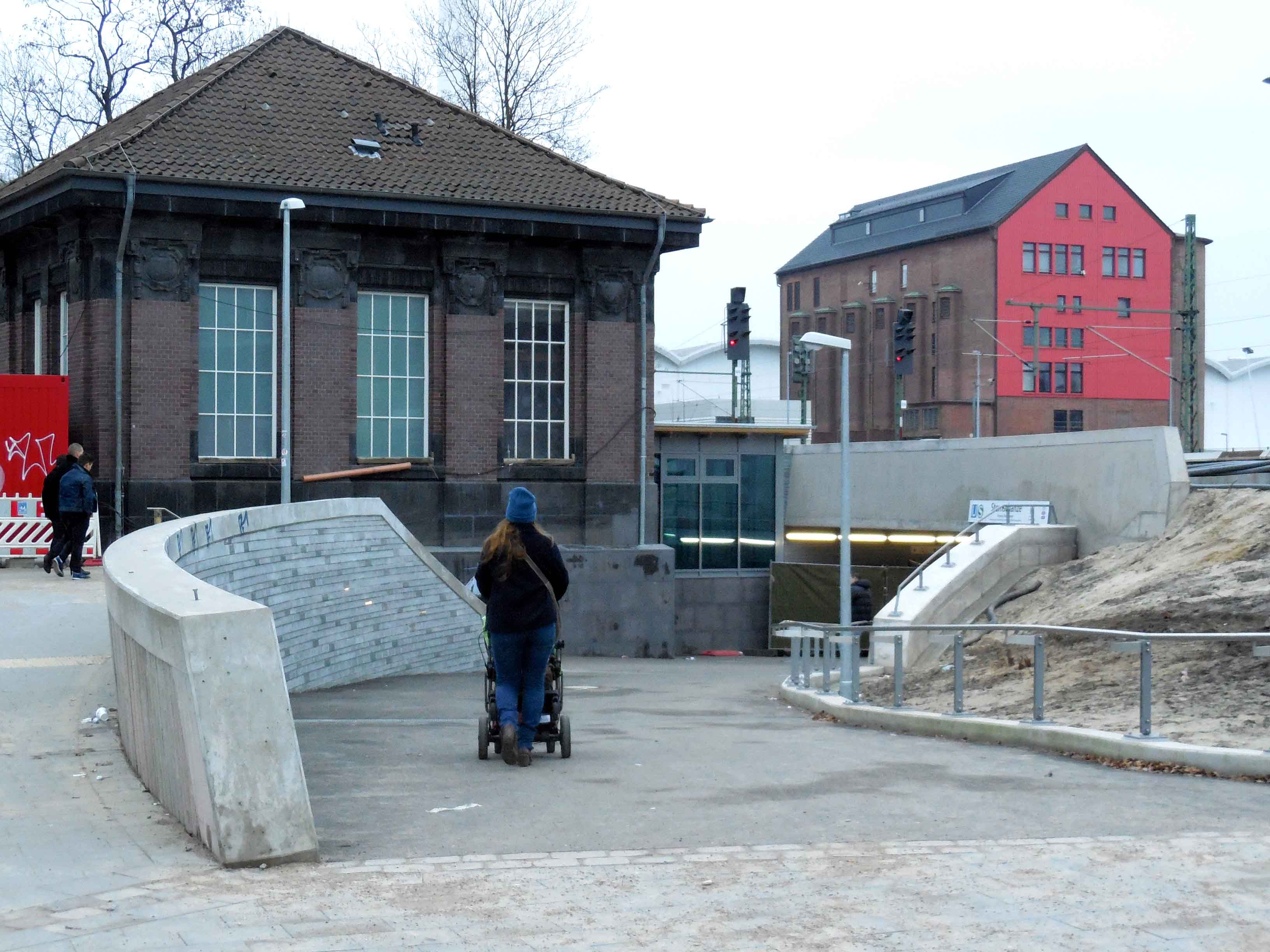
Zugang zur S-Bahn und U-Bahn sowie Unterführung zum Messegelände am Dänenweg / Sternschanzenpark

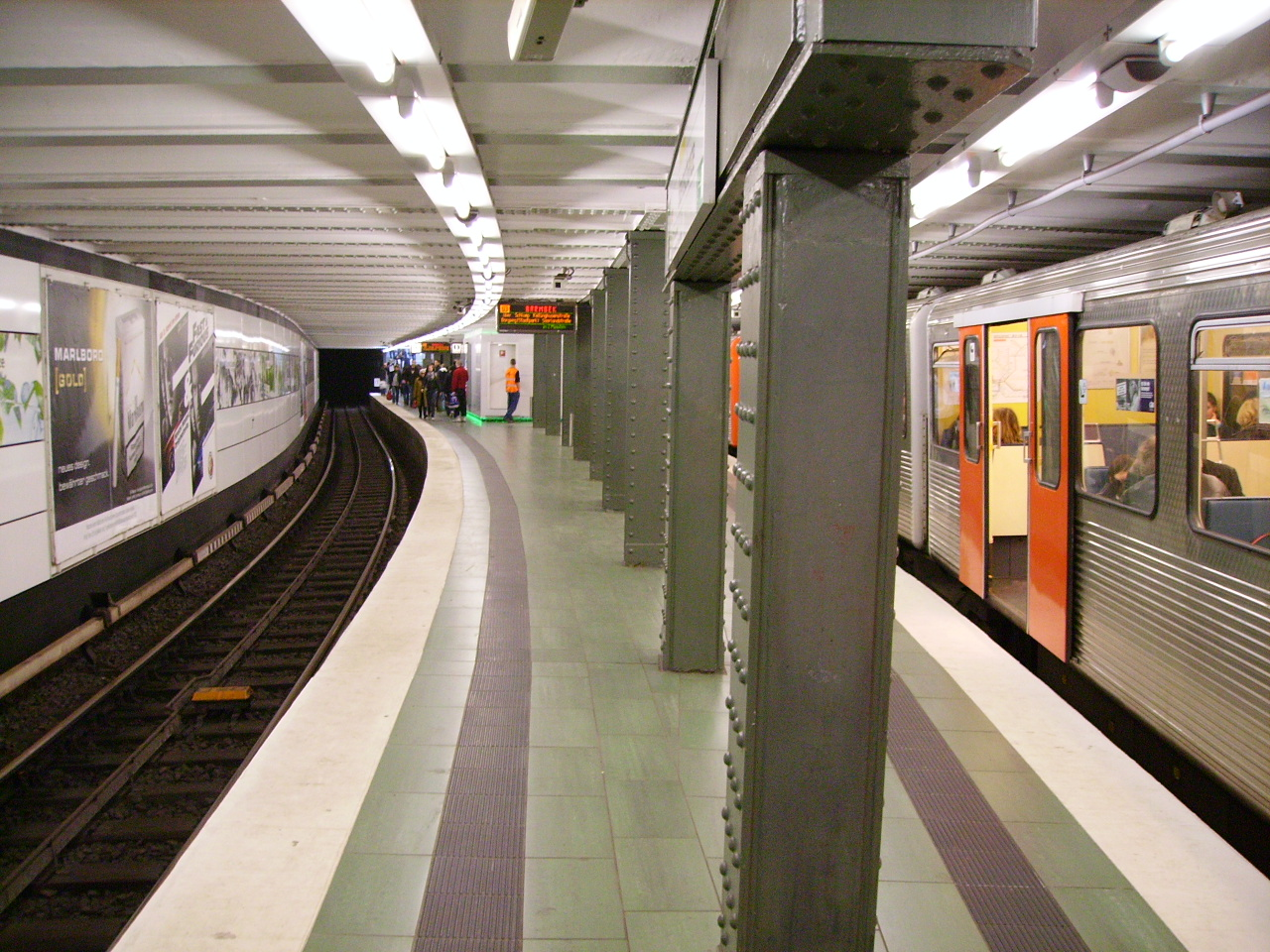
U-Bahnsteig Sternschanze, Blickrichtung Süden

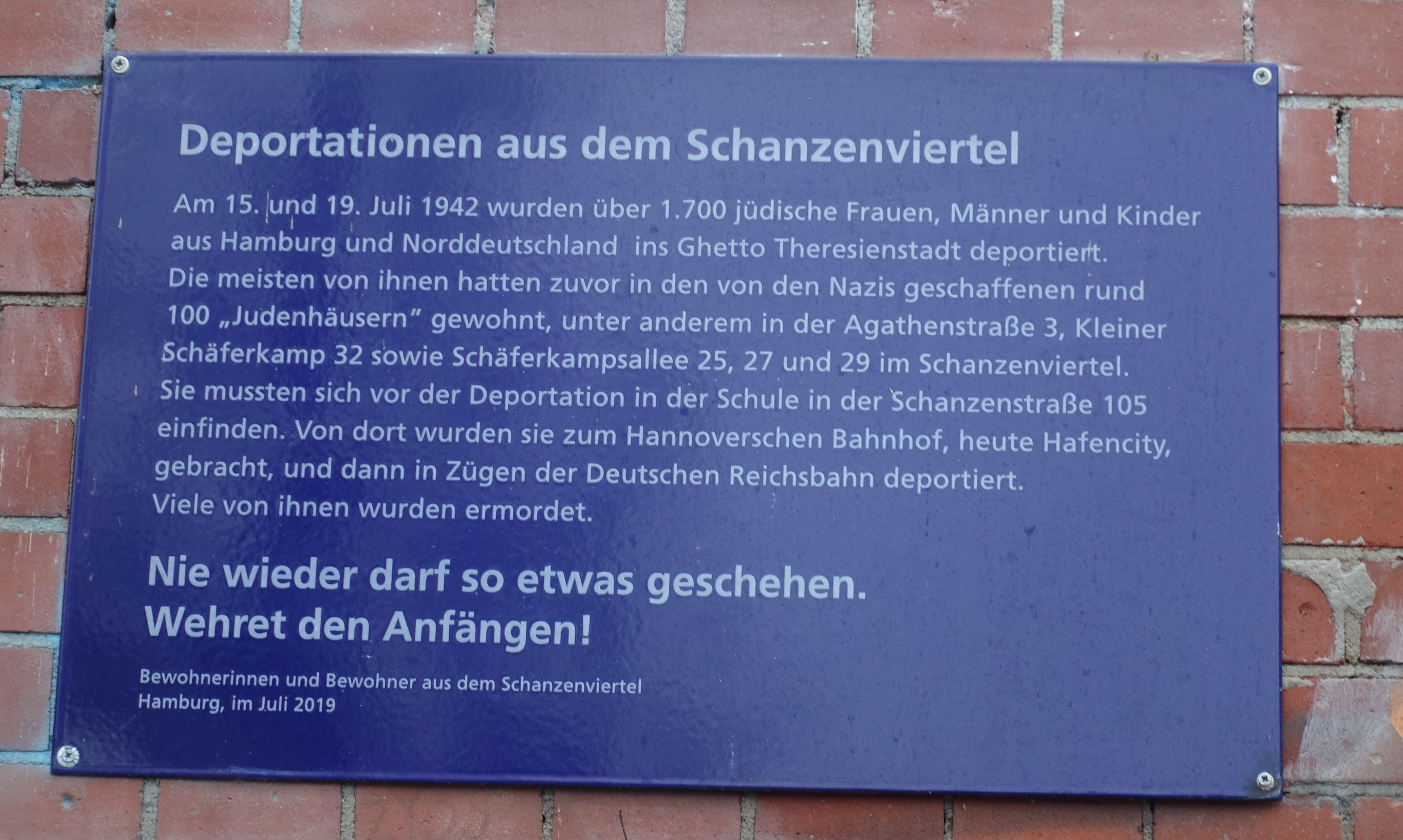
Gedenktafel am Bahnhof Sternschanze

Am östlichen Ende des Bahnhofs Sternschanze kreuzt in Nord-Süd-Richtung die Linie U3 der Hamburger U-Bahn. Die Station, für die bereits beim Bau des Verbindungsbahn-Bahnhofs die unterirdische Tunnelanlage mitgebaut wurde, ist Teil der 1912 eröffneten Ringlinie der Hamburger Hochbahn. Das Kürzel der Station bei der Betreiber-Gesellschaft Hamburger Hochbahn lautet „SZ“. Der U-Bahnhof hat täglich 24.251 Ein- und Aussteiger (mo–fr, 2019). Der Mittelbahnsteig liegt nördlich der Verbindungsbahn im Tunnel und hat nur einen Ausgang am Südende zur dort befindlichen Straße Sternschanze und zum Bahnsteig der S-Bahn. Hier bestand von Anfang an eine Umstiegsmöglichkeit zur Eisenbahn und der damaligen Stadt- und Vorortbahn bzw. der heutigen S-Bahn. Die Treppen zum Bahnsteig sind ziemlich eng, winkelig und klein dimensioniert, so dass hier keine Fahrtreppe eingefügt werden konnte. Hier befand sich bis 2015 ein kleiner Nebenraum, der nacheinander für einen Imbissbetrieb und den Backwarenverkauf genutzt, dann beim Bau der Unterführung zum Messegelände abgebaut wurde.
Als Besonderheit hat diese im Untergrund liegende U-Bahn-Station ein Oberlicht am südlichen Bahnsteigende bekommen, wodurch nun etwas Tageslicht auf den Bahnsteig gelangt.
Eine weitere Besonderheit bestand darin, dass aufgrund der erwähnten baulichen Enge bereits Jahre vor Einrichtung des Hamburger Verkehrsverbundes mit seinem Gemeinschaftstarif Mitte der 1960er Jahre im Fahrkartenschalter der U-Bahn  vom Personal der Hochbahn auch S-Bahn-Fahrkarten verkauft wurden. Dazu war der Schalter neben dem Fahrkartendrucker der Hochbahn zusätzlich mit einem Drucker der Bundesbahn ausgerüstet.

## Regional- und Schnellbahnlinien
| Linie | Verlauf |
| ----- | --- |
| U 3   | Barmbek – Saarlandstraße – Borgweg (Stadtpark) – Sierichstraße – Kellinghusenstraße – Eppendorfer Baum – Hoheluftbrücke – Schlump – Sternschanze – Feldstraße (Heiligengeistfeld) – St. Pauli – Landungsbrücken – Baumwall (Elbphilharmonie) – Rödingsmarkt – Rathaus – Mönckebergstraße – Hauptbahnhof Süd – Berliner Tor – Lübecker Straße – Uhlandstraße – Mundsburg – Hamburger Straße – Dehnhaide – Barmbek – (in Planung Fuhlsbüttler Straße –) Habichtstraße – Wandsbek-Gartenstadt |
| S 2   | Altona – Holstenstraße – Sternschanze – Dammtor – Hauptbahnhof – Berliner Tor – Rothenburgsort – Tiefstack – Billwerder-Moorfleet – Mittlerer Landweg – Allermöhe – Nettelnburg – Bergedorf – Reinbek – Wohltorf – Aumühle |
| S 5   | Elbgaustraße – Eidelstedt – Stellingen (Arenen) – Langenfelde – Diebsteich – Holstenstraße – Sternschanze – Dammtor – Hauptbahnhof \ Hauptstrecke – Hammerbrook (City Süd) – Elbbrücken – Veddel (BallinStadt) – Wilhelmsburg – Harburg – Harburg Rathaus – Heimfeld (TU Hamburg) – Neuwiedenthal – Neugraben – Fischbek – Neu Wulmstorf – Buxtehude – Neukloster – Horneburg – Dollern – Agathenburg – Stade / in Tagesrandzeiten – Berliner Tor                                          |